# Marysville (Michigan)
Marysville é uma cidade localizada no estado americano de Michigan, no Condado de St. Clair.

## Demografia
Segundo o censo americano de 2000, a sua população era de 9684 habitantes.
Em 2006, foi estimada uma população de 10.078, um aumento de 394 (4.1%).

## Geografia
De acordo com o United States Census Bureau tem uma área de
20,6 km², dos quais 18,0 km² cobertos por terra e 2,6 km² cobertos por água.

## Localidades na vizinhança
O diagrama seguinte representa as localidades num raio de 28 km ao redor de Marysville.